# Calyceraceae
Calyceraceae é uma família de plantas pertencentes às angiospermas (plantas que possuem flor), mais especificamente na ordem Asterales. São encontradas restritamente na América do Sul e podem ser semelhantes às famílias de Asteraceae e Dipsacaceae. 

## Descrição
Calyceraceae são plantas herbáceas perenes ou anuais que possuem algumas ou muitas hastes ramificadas, sem pelos ou com pelos macios e sedosos. Suas folhas podem estar em roseta na base das hastes ou inseridas de forma alternada ao longo de suas hastes. Não possui estípulas. Sua lâmina foliar é simples, mas pode ser lobulada, a margem das folhas pode ser inteira ou dentada. As inflorescências são comparáveis às da família dos girassóis (Asteraceae). Possui folhas individuais, e cada uma é cercada por um invólucro, que consiste em uma ou duas fileiras de brácteas. A base da cabeça da flor pode ser cônica, convexa ou às vezes quase esferoidal. Cada flor pode conter algumas ou até mais de cem flores hermafroditas ou unissexuais, simétricas em estrela ou simétricas em espelho. As pétalas são fundidas para formar uma corola. 
As partes pertencentes a corola permanecem no topo do fruto seco com uma semente na maturidade, alguns estames alternam com os lóbulos dali. O terço inferior desses filamentos são fundidos com o tubo da corola, eles carregam nectários. As anteras ficam de pé, com pólen liberado de uma fenda na parte superior. Seu estilete é semelhante a um fio, sem pelos, saindo acima do tubo da corola, enquanto o estigma em sua ponta assume a forma cilíndrica e aumentando gradualmente no final ou é dividido em dois. Já o ovário consiste em dois carpelos com apenas um óvulo, que é pendular e anátropo. O fruto é um aquênio, com um cálice persistente que pode consistir em espinhos, contém uma semente que é envolvida apenas por um pericarpo delgado e possui endosperma carnudo, eles também podem ser dispersos separadamente quando maduros. Suas sépalas possuem lóbulos do cálice livres ou fundidos.

## Morfologia
São ervas perenes ou anuais, frequentemente sem caule ou com brotos escapiformes. As folhas são alternadas formando uma roseta basal, sem estípulas, sésseis ou estreitadas em um pecíolo distinto, sinuado, margem inteira, serrilhado ou dentado, às vezes revolto. Suas flores são organizadas em capítulos, rodeadas por brácteas involucrais triangulares e/ou lanceoladas (folha com terminação em forma de lança) mais ou menos unidas. Seu receptáculo é plano ou cônico, frequentemente com brácteas receptaculares herbáceas à membranosas, subuladas à obovadas (apresenta formato de um ovo) ou lanceoladas, geralmente livres, mas raramente fundidas. As flores são perfeitas ou raramente funcionalmente masculinas (e depois plantas andromonóicas), epíginas, actinomórficas, cálice adnadas ao ovário, com 4, 5 ou 6 lobos ou dentes pequenos, hialinos à membranosos, estes arredondados-orbiculares ou planos, linear-lanceolados e afinando. Possui corola simpática, pentamérica ou às vezes tetramérica, apenas ocasionalmente hexâmera em flores individuais, cilíndrica a estreitamente infundibuliforme com 4 ou 5 lobos de corola curtos ou com um tubo basal delgado e um membro alargado, parte superior em forma de sino (campanulada) com 4 ou 5 lobos valvados, brancos ou esverdeado. 
Seus estames são inseridos em vários níveis na corola. Filamentos unidos em um tubo na maior parte de seu comprimento, às vezes distalmente livres; anteras conata (fusão de tipos semelhantes de órgãos), pelo menos em suas bases, tetrasporangiado, ditecal (duas tecas funidas), introrso, abrindo por fendas longitudinais, principalmente sem apêndices, às vezes com bases subsagitadas e apêndices apicais imperceptíveis. Suas glândulas nectárias estão na base do tubo filamentar alternando com os feixes vasculares dos filamentos. Possui gineceu de dois carpelos, unilocular, inferior e óvulo solitário, pendular, anátropo, tenuinucelado. O estilete é fortemente exercido, delgado, cilíndrico, estigma capitado (possui forma de cabeça), seco, papiloso, com dois (três) feixes vasculares.
O fruto é um aquênio, com um cálice persistente que pode consistir em espinhos, contém uma semente envolvida apenas por um pericarpo delgado e possui endosperma carnudo. As sépalas podem ser lóbulos de cálice livres ou fundidos, às vezes semelhantes à espinhos e lenhosos na parte externa. Os frutos podem ser dispersos separadamente quando maduros ou podem permanecer na base floral que se desprende da planta. 

### Morfologia vegetativa
Além de ervas anuais imperceptíveis, a família contém muitas espécies que formam rosetas vegetativas até que as inflorescências sejam formadas. O crescimento é então continuado por estolões, rizomas ou por rebentos laterais que surgem das partes inferiores da planta. A ramificação de Calyceraceae é simpodial, e em alguns gêneros monochasia são formados (em Acicarpha os capítulos são terminais e o sistema de rebentos é continuado por machados secundários ultrapassando os precedentes). Metatopias com re- e concaulescência podem ser observadas em algumas espécies (por exemplo, Calycera sessiliflora, C. eryngioides). 

### Anatomia vegetativa
As plantas geralmente são glabras, mas às vezes pelos filiformes unisseriados estão presentes, especialmente nos caules (Calycera). Nenhuma glândula externa ou cavidades secretoras foram observadas (Hansen 1992), nem há gotículas semelhantes a resina presentes na madeira (Carlquist e DeVore 1998). No entanto, gotículas de uma substância semelhante à resina parecem estar presentes nos caules e nas brácteas involucrais de Boopis gracilis (obs. Pers.). Os feixes vasculares do caule são dispostos em círculo e separados uns dos outros por raios largos. Os feixes são embutidos em um anel de tecido mecânico em algumas espécies (Boopisspp.). Os filamentos do floema de Acicarpha são acompanhados externamente por esclerênquima, e o xilema inclui vasos moderadamente largos com placas de perfuração simples, com pontuações delimitadas entre os vasos e o parênquima dos raios. Os raios medulares secundários estão faltando (Cronquist 1981). Dois tipos de elementos traqueais imperfurados ocorrem na família, ou seja, traqueídeos vasicêntricos e fibras libriformes, estas últimas com pequenas pontuações simples. As fossetas entre os vasos e as fibras libriformes são alternadas e circulares a ovais (Carlquist e DeVore 1998). As fossetas alongadas lateralmente, chamadas de fossetas pseudoscalariformes, estão presentes em várias espécies de Calyceraceae (Carlquist e DeVore 1998). A quantidade de madeira é sempre muito limitada, com um máximo nas bases do caule e partes adjacentes das raízes (Carlquist e DeVore 1998). A madeira apresenta fortes indícios de pedomorfose com graus variados nas diferentes espécies. Isso é apoiado pela presença de pseudoscalariformes e células dos raios predominantemente eretas (Carlquist e DeVore 1998). Os vasos secundários do xilema com pontuações pseudoscalariformes de transição para padrões helicoidais apoiam a capacidade das raízes de serem dobradas ou de expandir e contrair em reação à mudança no conteúdo de água (Boopis graminea, Nastanthus spp.). A sazonalidade é espelhada na formação de anéis de crescimento observados em anthemoides de Boopis (Carlquist e DeVore 1998).
A família exibe uma gama incomumente ampla de valores de mesomorfia. Isso pode ser explicado pelos diferentes habitats em que as plantas vivem. A anatomia da madeira ainda não é suficientemente conhecida para ser usada sistematicamente. Acredita-se que ele reflita amplamente as adaptações ecológicas autapomórficas (Carlquist e DeVore 1998). O córtex primário e a medula central são ricos em cristais de Ca-oxalato agrupados. Não há filamentos de líber especializados no parênquima cortical (Reiche 1901). Os caules carnudos encontrados em várias espécies de Boopis resultam da presença de parênquima medular e cortical maciço (Reiche 1901). As raízes tuberosas das espécies carnudas de Boopis têm um córtex rugoso transversalmente forte, que é uma característica conectada à habilidade de muitas plantas alpinas de se translocar para estratos mais profundos do solo pela contração da raiz (Reiche 1901). 

### Inflorescência e estrutura da flor
A característica mais marcante de muitas espécies é a inflorescência condensada, geralmente com muitas flores. Essa condensação atinge vários níveis na família. Enquanto Acicarpha tem capítulos simples com antese centrípeta, os outros gêneros têm capítulos mais complicados de ordens superiores. Foi hipotetizado que estes consistem em unidades cymose (Baillon 1880; Reiche 1901; DeVore 1994), mas isso não foi confirmado por análises detalhadas. Algumas espécies de Calycera e Boopis tendem a agregar poucos a muitos capítulos. 
As flores geralmente são hermafroditas, mas flores funcionalmente masculinas ocorrem regularmente no centro dos capítulos de Acicarpha (Miers 1870). As flores são caracterizadas pelo cálice transformado e uma estreita associação de corola, androceu e o estilete. A parte livre do cálice é reduzida a cinco pequenos lobos acima das bordas do gineceu, a parte inferior sendo fundida e intimamente ligada ao ovário inferior. Não protege o botão da flor (Erbar 1993). 
Os filamentos formam um tubo que consiste em suas partes inferiores fundidas. Em Acicarpha tribuloides, este tubo se sobrepõe ao tubo da corola em flores maduras. Abaixo da separação dos filamentos do tubo da corola, existe um tubo estame da corola. Cinco nectários estão presentes na flor. O tecido glandular se estende da base do tubo do filamento ao topo do tubo da corola do estame (Erbar 1993). O néctar é secretado por fendas de néctar fora do tubo do filamento em cinco pequenas bolsas. A forma e a posição alternada com os filamentos dos nectários são muito distintas para a família (Brown 1817; Reiche 1901). O estilo é cilíndrico com uma cabeça papilosa em forma de clube. O crescimento intercalar do receptáculo resulta em um tubo de corola do estame carpelo entre o ovário e as outras partes da flor, exceto as sépalas. Esta característica parece ser única entre as famílias de Asteridae (Erbar 1993). O gineceu unilocular geralmente é interpretado como consistindo de dois carpelos (Cronquist 1981). As investigações de Erbar (1993) e Hansen (1992), entretanto, revelaram a existência de cinco saliências no ovário que podem ser interpretadas como septos rudimentares. Seguindo essa interpretação, a família tem cinco carpelos (Erbar 1993).

### Anatomia floral
A corola livre contém 10 feixes vasculares longitudinais paralelos. Os feixes comissurais são bifurcados abaixo dos lobos da corola e anastomosados com os feixes medianos dos lobos da corola logo abaixo de seu ápice (Gustafsson 1995; Gustafsson e Bremer 1995). Os caracteres micromorfológicos da corola (padrões da epiderme das pétalas) são bastante uniformes nas Calyceraceae, as células sempre sendo senecióides. As células são frequentemente longas (mais de 200 μm) e confluentes. Um padrão estriado transversalmente prevalece na superfície adaxial, enquanto o padrão abaxial é principalmente estriado longitudinalmente, embora células rugosas, reticulado-rugosas ou glabras também ocorram. As células são geralmente esculpidas de forma distinta em ambas as superfícies (Hansen 1992). 

### Embriologia
Um tapete tegumentar é formado pelas camadas mais internas de um tegumento maciço (Dahlgren 1915). O embrião maduro possui oito núcleos; os núcleos polares se fundem antes da fertilização. A semente, que é suspensa no topo do lóculo e fixada por um funículo curto próximo à extremidade superior da semente, contém um embrião terete reto e abundante endosperma (Cronquist 1981). O desenvolvimento do endosperma é celular e não há formação de haustórios. O endosperma contém grãos de proteína, em vez de amido. As células externas da testa contêm cloroplastos antes que a semente amadureça. O radículo aponta para a micrópila, ou seja, o ápice da semente (Miers 1870). Os grãos de pólen são binucleados quando liberados. Nenhum tapete periplasmódico é formado nos sacos polínicos (Dahlgren 1915). 

### Morfologia do pólen
Os grãos de pólen de Calyceraceae são tricolporados. Os colpos são muito longos, tornando os grãos de algumas espécies sub-sincolporados. A membrana do colpo é mais ou menos granular. Os poros são alongados, as extremidades se sobrepondo ou unidas, formando um colpus transversalis de largura irregular em algumas espécies (Heusser 1971; Markgraf e D’Antoni 1978). Os espínulos diminutos estão geralmente presentes na superfície do pólen, mas raramente estão quase ausentes. A exina possui cristas espessadas acima dos poros e depressões arredondadas nos mesocolpos. Uma margem de colpo granulada (Skvarla et al. 1977) é proeminente em muitas espécies. Os grãos de pólen raramente excedem 30 μm de comprimento e 20 μm de largura e costumam ter formas bastante irregulares. A maioria dos grãos de pólen são, à primeira vista, esferoidais, mas, vistos na visão equatorial, são irregularmente romboidais (Hansen 1992). Os grãos prolates (elípticos, elipsoidais) ocorrem em algumas espécies. Os grãos dimórficos são raros (Boopis gracilis), mas a forma pode variar dentro das espécies. Avetisjan (1980) distingue dois tipos de pólen na família, o tipo Moschopsis e o tipo Calicero. Eles diferem pela forma dos grãos de pólen (vista polar arredondada, trilobada, elíptica na vista equatorial, poros elípticos no tipo Moschopsis, vista polar irregularmente hexagonal, vista equatorial transversalmente elíptica, poros elípticos largos (lalongate) nas Calceras -tipo) e pela forma dos colpos, especialmente pelas cristas acima das aberturas, que são fracamente a moderadamente espessadas no tipo Moschopsis e fortemente desenvolvidas no tipo Calycera. O tipo Moschopsis é considerado primitivo, e o tipo Calycera como derivado pelo autor. Os grãos de pólen têm padrões TEM que se aproximam do padrão anti-hemóide plesiomórfico de Compositae, ou seja, com baculos infratectais distintos e um infratectum. O tectum é maciço e falta um cavo (Hansen 1992). 

### Fruta, semente e dispersão de sementes
O gineceu consiste basicamente em dois carpelos formando um ovário composto, inferior, unilocular, pseudomonomeros (Cronquist 1981). O fruto é um aquênio, coroado pelos persistentes lóbulos do cálice. Em algumas espécies, todos os lóbulos ou alguns deles são aumentados e tornam-se endurecidos em estruturas semelhantes a espinhos. Na Calycera, os capítulos são distintamente heterocárpicos. Em Calycera eryngioides, os aquênios menores são dispersos individualmente, enquanto aqueles com lóbulos de cálice alongados permanecem presos ao receptáculo e são dispersos com todo o capítulo (DeVore 1994). Acicarpha é caracterizado por aquênios parcialmente fundidos que permanecem presos ao receptáculo. Os lóbulos alongados do cálice, semelhantes a espinhos, apontam para dispersão epizoocórica. Um tecido esponjoso no pericarpo pode facilitar a hidrocoria ou mesmo a anemocoria 

## Relações filogenéticas

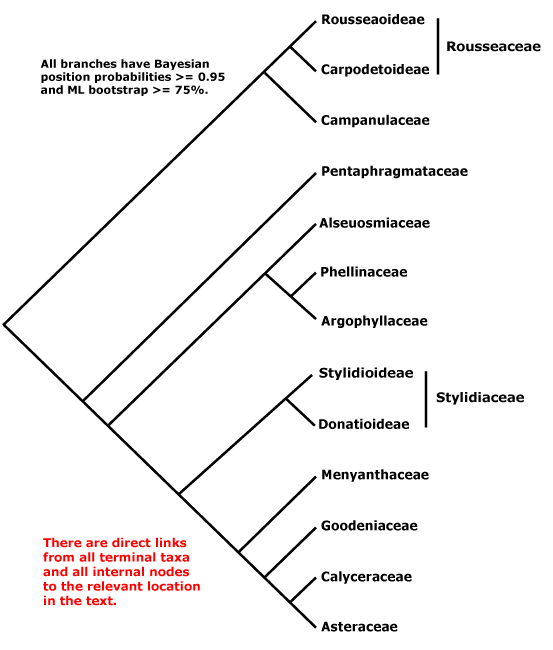
Cladograma da família Calyceraceae e famílias próximas. Fonte: Angiosperm Phylogeny Website.

Calycera herbacea, a primeira espécie de Calyceraceae descrita (Cavanilles 1797), foi colocada na família Dipsacaceae por Ruiz e Pavón em 1798, e a família foi mantida na ordem Dipsacales por vários taxonomistas ao longo dos últimos dois séculos. Por outro lado, a espécie Acicarpha tribuloides, descrita por Jussieu em 1803, foi incluída, embora com dúvidas, na família Asteraceae pelo autor. Em 1816, Brown e Cassini reconheceram independentemente Calyceraceae como uma família separada em apresentações orais perante a Sociedade Linnaeana e a Académie des Sciences francesa, respectivamente, e a colocaram entre as famílias Dipsacaceae e Asteraceae. A publicação nomenclaturalmente válida de Calyceraceae foi fornecida por Richard (1820). Miers (1870) sublinhou a estreita afinidade entre Asteraceae e Calyceraceae. Estudos cladísticos em Asteridae apoiaram essa relação (Gustafsson 1996). É muito provável que a família seja o parente vivo mais próximo da classe Compositae (Lundberg e Bremer 2003). Esta posição é indicada não apenas pela evidência da variação da sequência de DNA, mas também por caracteres como morfologia do pólen, venação das pétalas, morfologia do receptáculo e brácteas receptaculares e anatomia da madeira (DeVore e Stuessy 1995; Carlquist e DeVore 1998). Semelhanças com Dipsacales incluem o óvulo pendular, endosperma abundante, morfologia dos capítulos na maioria das Calyceraceae e características fitoquímicas, como a ausência de compostos iridóides de Asteraceae. Isso pode ter feito com que Dahlgren (1989) colocasse Calyceraceae em Dipsales. No entanto, os iridóides são encontrados também em Goodeniaceae, uma família intimamente relacionada com Calyceraceae mais Asteraceae e Menyanthaceae. A falta de iridóides em Asteraceae pode, portanto, ser apomórfica para esta família. Hansen (1992) e Erbar (1993) fornecem um resumo das diferenças e semelhanças de Calyceraceae com vários grupos possivelmente relacionados. Os estudos filogenéticos moleculares de Gustafsson e Bremer (1995) e Albach et al. (2001) mostraram Calyceraceae como irmã de Asteraceae, enquanto Calyceraceae são irmãs de Goodeniaceae na análise 18S / rbcL combinada de Bremer et al. (2001), como eram em análises rbcL anteriores (Cosner et al. 1994; Gustafsson et al. 1996). Esta última posição é apoiada por características químicas: ambos contêm bis-secoiridoides do tipo silvestrosídeo (Jensen et al. 1979; Capasso et al. 1996). A análise combinada da morfologia, sequências rbcL e ndhF confirmou a relação de grupo-irmão entre Calyceraceae e Asteraceae, enquanto Goodeniaceae foi colocada como irmã dessas duas (Bremer et al. 2001). Takhtajan (1997) estabeleceu a ordem Calycerales, que não é reconhecida em sistemas que refletem os resultados de estudos cladísticos.

## Diversidade taxonômica
Calyceraceae é composta de cerca de 40 espécies distribuídas por 5 a 6 gêneros. 

### Lista de gêneros em Calyceraceae
Segundo a NCBI:
Calyceraceae 
- Acicarpha
  - Acicarpha obtusisepala
  - Acicarpha procumbens
  - Acicarpha spathulata
  - Acicarpha tribuloides
- Boopis 
  - Boopis anthemoides
  - Boopis australis
  - Boopis castillonii
  - Boopis chubutensis
  - Boopis filifolia
  - Boopis gracilis
  - Boopis graminea
  - Boopis itatiaiae
  - Boopis multicaulis
  - Boopis necronensis
  - Boopis patagonica
  - Boopis pterocalyx
  - Boopis pusilla
  - Boopis raffaellii
- Calycera
  - Calycera calcitrapa
  - Calycera crassifolia
  - Calycera eryngioides
  - Calycera herbacea
  - Calycera horrida
  - Calycera leucanthema
  - Calycera pulvinata
  - Calycera sessiliflora
  - Calycera cf. spinulosa TS 12888  
  - Calycera sympaganthera
- Gamocarpha
  - Gamocarpha alpina
  - Gamocarpha angustifolia
  - Gamocarpha dentata
  - Gamocarpha gilliesii
  - Gamocarpha selliana
- Moschopsis
  - Moschopsis ameghinoi
  - Moschopsis caleofuensis
  - Moschopsis leyboldii
  - Moschopsis monocephala
  - Moschopsis rosulata
  - Moschopsis subandina
  - Moschopsis trilobata
- Nastanthus
  - Nastanthus caespitosus
  - Nastanthus compactus
  - Nastanthus patagonicus
  - Nastanthus scapigerus
  - Nastanthus spathulatus
  - Nastanthus ventosus
  - Nastanthus sp. Iharlegui

### Distribuição geográfica e espécies brasileiras
A família é endêmica do sul da América do Sul. Sua distribuição se estende do extremo sul do continente ao sul do Peru e da Bolívia no oeste e até o extremo norte da Bahia (Brasil) no leste. Uma espécie ocorre nas Ilhas Falkland (Islas Malvinas). A maioria das espécies cresce em habitats áridos de alta altitude, por exemplo, campos abertos e prados, nos Andes do Chile e Argentina. Algumas espécies crescem nas dunas costeiras. Tribuloides acicarpha cresceu no sudoeste dos Estados Unidos por algumas décadas no século 19 depois que foi introduzido pelo homem, mas não se naturalizou lá (DeVore 1991). 

### No Brasil
Suas ocorrências confirmadas são:
- Nordeste (Bahia, Maranhão);
- Sudeste (Espírito Santo, Minas Gerais, Rio de Janeiro, São Paulo);
- Sul (Paraná, Rio Grande do Sul, Santa Catarina).

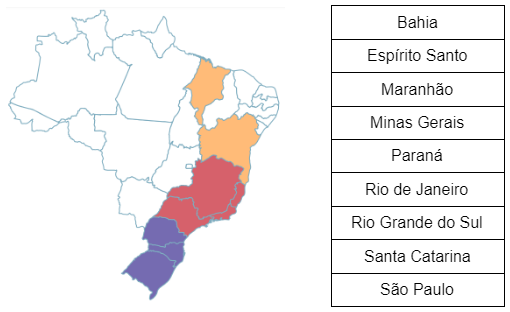
Distribuição e ocorrência de Calyceraceae no Brasil. Fonte: Flora do Brasil, 2020. Adaptado.

Seus domínios fitogeográficos são: 
- Mata Atlântica;
- Pampa.

Seus tipos de vegetação são:
- Área Antrópica;
- Campo de Altitude;
- Campo de Várzea;
- Campo Limpo;
- Restinga.

### Sinopse para todo o Brasil

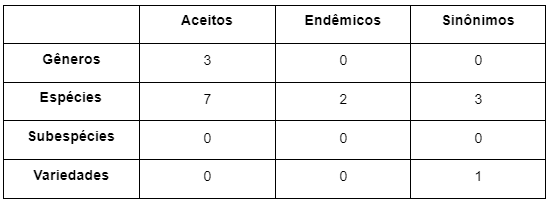
Sinopse de Calyceraceae para todo o Brasil. Fonte: Flora do Brasil. 2020. Adaptado.

### Lista de espécies ocorrentes no Brasil[3]
- Acicarpha bonariensis
- Acicarpha procumbens
- Acicarpha tribuloides
- Boopis bupleuroides
- Boopis itatiaiae
- Boopis juergensii
- Calycera crassifolia

### Importância econômica
Algumas espécies são ervas daninhas na América do Sul, portanto, não possuem importância econômica até o momento. 

### Uso medicinal
O cozimento das raízes da planta Acicarpha tribuloides Juss. (roseta) é utilizado em lavagens para curar eczema.
Algumas pesquisas realizadas no Peru indicam que "A espécie Acicarpha é usada, empiricamente na medicina tradicional, para curar doenças infecciosas dos rins e fígado, bem como remédio colerético e analgésico na patologia dentária. Além disso, o extrato aquoso das partes aéreas da planta é usado como expectório, analgésico e anti-inflamatório". 